# Ardisia atropurpurea
Ardisia atropurpurea är en viveväxtart som beskrevs av C.L. Lundell. Ardisia atropurpurea ingår i släktet Ardisia och familjen viveväxter. Inga underarter finns listade i Catalogue of Life.